# Алдошкин, Даниил Алексеевич
Даниил Алексеевич Алдошкин (род. 19 июня 2001 года, Коломна, Московская область, Россия) — российский конькобежец, мастер спорта международного класса. Серебряный призёр Олимпийских игр (2022), бронзовый призёр Кубка Мира в командной гонке, чемпион России в классическом многоборье, серебряный призёр на дистанции 1500 м. Победитель первенства Мира среди юниоров 2020 года на дистанции 5000 метров и в командной гонке.

## Биография
Родился 19 июня 2001 года в Коломне. В возрасте пяти лет отец Даниила дал ему первый урок катания на коньках, после чего отвёл в коломенскую спортивную школу олимпийского резерва «Комета». Первый тренер — Виктор Сивков. Своим кумиром называет Свена Крамера.
21 ноября 2021 года финишировал первым в забеге на 1500 метров в дивизионе B на втором этапе Кубка мира в норвежском Ставангере.
В 2022 году впервые принял участие в Олимпийских играх, став самым молодым участником команды конькобежцев. На дистанции 1500 м стал 14-м. В командной гонке завоевал серебряную медаль ОИ 2022
Живёт в родной Коломне, выступает за СШОР «Комета». Закончил факультета физической культуры и спорта Государственного социально-гуманитарного университета (Коломна). Студен-очник магистерского направления «Спорт и Туризм» Смоленского Государственного Университета Спорта
Хобби: чтение, фильмы, путешествия .

## Спортивные результаты
Чемпионат России по конькобежному спорту на отдельных дистанциях
- 2020: 5000 м — 8-е место.
- 2021: 1500 м — 2-е место, 5000 м — 5-е место, 10000 м — 4-е место, командная гонка (8 кругов) — 1-е место.
- 2022: 1500 м — 2-е место, 5000 м — 6-е место, 10000 м — 4-е место.

Чемпионат России по конькобежному спорту в классическом многоборье
- 2021: 1-е место
- 2022: 1-е место

Чемпионат мира по конькобежному спорту на отдельных дистанциях
- 2021: 5000 м — 6-е место

Чемпионат Европы по конькобежному спорту
- 2021: 500 м — 4-е место, 1500 м — 9-е место, 5000 м — 11-е место,

Чемпионат Европы по конькобежному спорту на отдельных дистанциях
- 2022: 1500 м — 4-е место.

Олимпийские игры

- 2022: командная гонка – 2-е место.

- 2022: 1500 м — 14-е место.

## Награды
- Медаль ордена «За заслуги перед Отечеством» I степени (25 февраля 2022 года) — за высокие спортивные достижения, волю к победе, стойкость и целеустремлённость, проявленные на XXIV Олимпийских зимних играх 2022 года в городе Пекине (Китайская Народная Республика)[8];